# Toivo Kuula
Toivo Timoteus Kuula (Vaasa, 7 luglio 1883 – Viipuri, 18 maggio 1918) è stato un compositore e direttore d'orchestra finlandese dei periodi tardo-romantico e moderno iniziale, emerso sulla scia di Jean Sibelius, con il quale studiò privatamente dal 1906 al 1908.
Il nucleo dell'opera di Kuula sono le sue numerose opere per voce e orchestra, in particolare lo Stabat mater (1914–18; completato da Madetoja), The Sea-Bathing Maidens (1910), Son of a Slave (1910), e The Maiden and the Boyar's Son (1912). Inoltre compose anche due Ostrobothnian Suite per orchestra e lasciò una sinfonia incompiuta al momento della sua morte nel 1918.

## Biografia
Nacque nel villaggio di Vehkakoski della città di Alavus e fu registrato come nato nella città di Vaasa (allora Nikolainkaupunki), quando la Finlandia era ancora un Granducato sotto il dominio russo. È conosciuto come un interprete colorato e appassionato della natura e del popolo finlandese.
Kuula divenne il primo studente di Jean Sibelius per la composizione. È ricordato soprattutto per la sua vasta produzione di coro melodico e opere vocali. Le sue opere strumentali comprendono due Ostrobothnian Suites per orchestra, una sonata per violino, un trio per piano e una sinfonia incompiuta. L'opera corale più importante di Kuula è spesso considerata la cantata Stabat Mater, che fu completata nella primavera del 1915 (versione originale, poi perduta) ma rivista, a partire dal 1917 e incompiuta al momento della sua morte. Ha anche scritto alcune dozzine di opere per pianoforte altamente artistiche.
Un critico svedese una volta disse che la musica di Kuula raggiunge parti dello spirito umano dove si è costretti a un esame approfondito di se stessi.
Kuula era noto per essere un fiero fennomane. Morì nell'ospedale provinciale di Viipuri nel 1918 dopo essere stato ferito a morte 18 giorni prima nella Notte di Valpurga a causa di un proiettile sparato da uno Jäger. Il proiettile era stato sparato a seguito di una lite avvenuta all'Hotel Seurahuone in concomitanza con la prima celebrazione della vittoria dei bianchi nella guerra civile finlandese. Kuula è sepolto nel cimitero di Hietaniemi, a Helsinki.

## Composizioni
Un elenco di lavori semplificato (di Joel Valkila) sulla base del Catalogo delle opere di Tero Tommila:
- Op. 1 Violin Sonata
- Op. 2 Five Songs for Voice and Piano (also arranged as chamber works)
- Op. 3a Five Pieces for Violin and Piano: I. Cradle Song, II. Nocturne, III. Folk Song (I), IV. Folk Song (II), V. Scherzino
- Op. 3b Three Piano Works: I. Elegy, II. Wedding March, III. Little Gavotte
- Op. 3c Incidental Music to "Isä ja Tytär"
- Op. 4 Seven Songs for Male Choir
- Op. 5 Festive March for Chorus and Orchestra (or Brass)

- Op. 6 Two Songs for Voice and Piano
- Op. 7 Piano Trio
- Op. 8 Two Songs for Voice and Piano
- Op. 9 Ostrobothnian Suite No.1 for Orchestra: I. Pastorale, II. Folk Song, III. Ostrobothnian Dance, IV. Devil's Dance, V. Song of the Dusk (II. & III. also as arranged for Violin and Piano)
- Op. 10 Prelude and Fugue for Orchestra

- Op.11 Seven Songs for Chorus
- Op.12 'Merenkylpijäneidot' ("Sea-Bathing Maids") for Voice and Orchestra/Piano
- Op.13 Festive March for Orchestra/Piano
- Op.14 'Orjan poika' ("Son of a Slave") – Symphonic Legend for Soprano, Baritone, Chorus and Orchestra (also 3-movement Suite for Orchestra)
- Op.15 Cantata 'Kuolemattomuuden toivo' ("Hope for Immortality")

- Op.16a Two Songs for Voice and Piano
- Op.16b Two Pieces for Organ: I. Prelude, II. Intermezzo
- Op.17a South Ostrobothnian Dance Suites I & II for Violin and Piano
- Op.17b Twelve South Ostrobothnian Folk Dances for Voice/Violin and Piano
- Op.17c Two Pieces for Violin and Piano: I. Scherzo, II. Melodia lugubre
- Op.18 'Impi ja pajarin poika' ("The Maiden and the Son of a Blacksmith") for Voice and Orchestra/Piano
- Op.19 Three Fairy-Tale Pictures for Piano
- Op.20 Ostrobothnian Suite No.2 for Orchestra: I. Tulopeli, II. Rain in the Forest, III. Menuet, IV. Dance of the Orphans, V. The Devils Making Magic Flames

- Op.21 Three Songs for Chorus
- Op.22/1-2 Two Pieces for Cello and Orchestra: I. Chanson sans paroles, II. Elegy (Suru)
- Op.22/1-2 Two Pieces for Violin/Cello and Piano: I. Chanson sans paroles, II. Elegy (Suru)
- Op.22/3 Song for Voice and Piano
- Op.23 Four Songs for Voice and Piano
- Op.24 Four Songs for Voice and Piano
- Op.25 Stabat Mater for Chorus and Orchestra (Note: Not left unfinished as has been stated)

- Op.26 Six Piano Pieces: I. Round Dance, II. Pastorale Atmosphere, III. Dance Improvisation, IV. Nocturne, V. Rauha (Adagio), VI. Funeral March
- Op.27a Eight Songs for Male Choir
- Op.27b Nine Songs for Male Choir
- Op.28/1-2 Two Pieces for Brass Orchestra: I. At the Mountain, II. A Tune
- Op.28/4 March of the Cudgelmen for Choir and Orchestra (or a capella)
- Op.29a Three Songs for Voice and Piano
- Op.29b Four Songs for Choir
- Op.29c Two Songs for Male Choir
- Op.30a Incidental Music to 'Kandaules'
- Op.30b Incidental Music to 'Medicit'
- Op.30c Incidental Music to 'Taikapeili' ("The Magic Mirror")

- Op.31a Two Songs for Voice and Orchestra/Piano
- Op.31b Four Songs for Choir
- Op.32 Incidental Music to 'Meripoikia' ("The Sea Boys")
- Op.33 March of the Carburators for Piano [unfinished]
- Op.34a Seven Songs for Male Choir
- Op.34b Three Songs for Chorus
- Op.35 Three Songs Arrangements for Voice and Orchestra

- Op.36 Symphony [unfinished]: Introduction
- Op.37 Two Song Transcriptions for Piano

- Six Posthumous Piano Pieces (Two unfinished)
- Six Posthumous Orchestral Pieces (Two unfinished)
- Twenty-Two Posthumous Chamber Pieces (Five unfinished)
- Fourteen Songs (Three unfinished)
- One Posthumous Cantata

## Incisioni scelte
- Toivo Kuula: Songs and Orchestral Music. Susan Gritton, BBC Concert Orchestra, Martyn Brabbins. Dutton